# Ag2r La Mondiale/Saison 2008

Das Trikot von Ag2r La Mondiale, Saison 2008

Dieser Artikel listet Erfolge und Mannschaft des Radsportteams Ag2r La Mondiale in der Saison 2008 auf.

## Erfolge in der ProTour
In der Saison 2008 gelangen dem Team nachstehende Erfolge in der ProTour.
| Datum    | Rennen                                 | Fahrer       |
| -------- | -------------------------------------- | ------------ |
| 21. Mai  | 2. Etappe Volta Ciclista a Catalunya   | Cyril Dessel |
| 12. Juni | 4. Etappe Critérium du Dauphiné Libéré | Cyril Dessel |

## Erfolge in den Continental Circuits
In den Rennen des UCI Continental Circuits gelangen dem Team nachstehende Erfolge.
| Datum       | Rennen                                     | Kat. | Fahrer             |
| ----------- | ------------------------------------------ | ---- | ------------------ |
| 15. Februar | 7. Etappe Tour de Langkawi                 | 2.HC | Aljaksandr Ussau   |
| 2. März     | Grand Prix di Lugano                       | 1.1  | Rinaldo Nocentini  |
| 10. Mai     | 5. Etappe Quatre Jours de Dunkerque        | 2.HC | Cyril Dessel       |
| 17. Mai     | 2. Etappe Tour de Picardie                 | 2.1  | Martin Elmiger     |
| 8. Juni     | Grosser Preis des Kantons Aargau           | 1.HC | Lloyd Mondory      |
| 27. Juni    | Estnische Meisterschaft – Einzelzeitfahren | NC   | Tanel Kangert      |
| 28. Juni    | Moldawische Meisterschaft – Straßenrennen  | NC   | Aleksandr Pliușkin |
| 7. August   | 2. Etappe Paris–Corrèze                    | 2.1  | Lloyd Mondory      |
| 13. August  | 4. Etappe Tour de l’Ain                    | 2.1  | John Gadret        |

## Abgänge-Zugänge
| Zugänge             | Team 2007               | Abgänge           | Team 2008                   |
| ------------------- | ----------------------- | ----------------- | --------------------------- |
| Wladimir Jefimkin   | Caisse d’Epargne        | Samuel Dumoulin   | Cofidis                     |
| Christophe Edaleine | Crédit Agricole         | Simon Gerrans     | Crédit Agricole             |
| Tadej Valjavec      | Lampre-Fondital         | Christophe Moreau | Agritubel                   |
| Stijn Vandenbergh   | Unibet.com              | Carl Naibo        | Differdange-Apiflo Vacances |
| Cédric Pineau       | Roubaix Lille Métropole | David Navas       | Unbekannt                   |
| Tanel Kangert       | Neoprofi                |                   |                             |
| Aleksandr Pliușkin  | Neoprofi                |                   |                             |
| Jean-Charles Sénac  | Neoprofi                |                   |                             |

## Mannschaft
| Name                | Geburtstag          | Nationalität |
| ------------------- | ------------------- | ------------ |
| José Luis Arrieta   | 15. Juni 1971       | Spanien      |
| Sylvain Calzati     | 1. Juli 1979        | Frankreich   |
| Philippe Deignan    | 7. September 1983   | Irland       |
| Cyril Dessel        | 29. November 1974   | Frankreich   |
| Renaud Dion         | 6. Januar 1978      | Frankreich   |
| Hubert Dupont       | 13. November 1980   | Frankreich   |
| Christophe Edaleine | 1. November 1979    | Frankreich   |
| Martin Elmiger      | 23. September 1978  | Schweiz      |
| John Gadret         | 22. April 1979      | Frankreich   |
| Stéphane Goubert    | 13. März 1970       | Frankreich   |
| Wladimir Jefimkin   | 2. Dezember 1981    | Russland     |
| Tanel Kangert       | 11. März 1987       | Estland      |
| Jurij Kriwzow       | 7. Februar 1979     | Ukraine      |
| Julien Loubet       | 11. Januar 1985     | Frankreich   |
| René Mandri         | 20. Januar 1984     | Estland      |
| Laurent Mangel      | 22. Mai 1981        | Frankreich   |
| Lloyd Mondory       | 26. April 1982      | Frankreich   |
| Jean-Patrick Nazon  | 18. Januar 1977     | Frankreich   |
| Rinaldo Nocentini   | 25. September 1977  | Italien      |
| Cédric Pineau       | 8. Mai 1985         | Frankreich   |
| Aleksandr Pliușkin  | 13. Januar 1987     | Moldau       |
| Stéphane Poulhies   | 26. Juni 1985       | Frankreich   |
| Christophe Riblon   | 17. Januar 1981     | Frankreich   |
| Nicolas Rousseau    | 16. März 1983       | Frankreich   |
| Jean-Charles Sénac  | 23. Mai 1985        | Frankreich   |
| Blaise Sonnery      | 21. März 1985       | Frankreich   |
| Ludovic Turpin      | 22. März 1975       | Frankreich   |
| Aljaksandr Ussau    | 27. August 1977     | Belarus      |
| Tadej Valjavec      | 13. April 1977      | Slowenien    |
| Stijn Vandenbergh   | 25. April 1984      | Belgien      |
| Stagiaires          | Stagiaires          | Nationalität |
| Julien Bérard       | Julien Bérard       | Frankreich   |
| Guillaume Bonnafond | Guillaume Bonnafond | Frankreich   |
| Blel Kadri          | Blel Kadri          | Frankreich   |
| Gatis Smukulis      | Gatis Smukulis      | Lettland     |